# Пирамиды (Плоский мир)
«Пирамиды» (англ. Pyramids) — юмористическое фэнтези английского писателя Терри Пратчетта, написано в 1989 году.
Седьмая книга из цикла «Плоский мир», не входит ни в один из подциклов.

## Сюжет
В стране Джелибейби время течёт так медленно, что можно считать его остановившимся. Всё в этой стране древнее — обычаи, порядки, время, воздух и даже жара. Огромные пирамиды, служащие погребениями для умерших фараонов, вздымаются на самых плодородных почвах. А ещё там очень много богов.
Несколько тысячелетий ничего не менялось в установленном раз и навсегда порядке, пока один из наследных принцев не оказался в Анк-Морпорке, поступив в знаменитую Гильдию Убийц.
После смерти отца принц Теппик стал новым фараоном Джелибейби. Но полученное им современное образование, а может, и особенности характера юного принца, привели к тому, что новый правитель решил изменить устоявшийся вековой порядок. В результате между ним и верховным жрецом Диосом, фактическим правителем страны, разгорается конфликт…

## Главные герои
- Птеппик, или Теппик — сын фараона Джелибейби, наследный принц. Отправился в Анк-Морпорк, обучаться в Гильдию Убийц. Там его мировоззрение существенно изменилось.
- Птраси — одна из официальных наложниц фараона Джелибейби, на самом деле, его незаконнорождённая дочь (не исполняла прямых обязанностей). Симпатичная девушка, предпочитающая говорить с акцентом, носить откровенные одежды со множеством украшений, и всячески иначе подчёркивать свою принадлежность к наложницам фараона. Но при этом далеко не глупая и достаточно свободолюбивая.
- Диос — главный жрец Джелибейби. Практически, Джелибейби существует в том виде, в котором оно существует, из-за Диоса. Диос наводит ужас на большинство жителей Джелибейби, в том числе на своих коллег и членов королевской семьи.

## Награды
- Этот роман получил награду Премия Британской ассоциации научной фантастики (British Fantasy Award (Best Novel) в 1989 году.